# 斯大林讽刺诗
斯大林讽刺诗，又称克里姆林的高地人（俄语：Кремлёвский горец）是一首由俄罗斯阿克梅派诗人奥西普·曼德尔施塔姆于1933年11月创作的讽刺诗。该诗只有16行，曼德尔施塔姆大体上因此被捕，受到监禁并最终死亡。该诗既是一个自杀性的便条，也是对斯大林和他身边的人的辛辣控诉。
译文：
我们生活着，感受不到脚下的国家，
十步之外便听不到我们的谈话，
在某处却只用半低的声音，
让人们想起克里姆林宫的山民。
他肥胖的手指，如同肉蛆般油腻，
他的话，恰似秤砣，正确无疑，
他蟑螂般的大眼珠 含着笑
他的长筒靴总是光芒闪耀。
他的身边围着一群细脖儿的首领，
他把这些半人半妖的仆人们玩弄。
有的吹口哨，有的学猫叫，有的在哭泣，
只有他一人拍拍打打 指天画地。
如同钉马掌，他发出一道道命令——
有的钉屁股、额头，有的钉眉毛、眼睛。
至于他的死刑令——也让人愉快
更显出奥塞梯人宽广的胸怀。
1933．11